# Une histoire d'amour (film, 2013)
Pour les articles homonymes, voir Une histoire d'amour.
Pour plus de détails, voir Fiche technique et Distribution.
Une histoire d'amour est un film franco-belgo-luxembourgeois, réalisé par Hélène Fillières (son premier film en tant que réalisatrice), sorti le 9 janvier 2013. 
Il s'agit de l'adaptation du roman de Régis Jauffret, Sévère, publié en 2010.

## Synopsis
Entre le mari (Richard Bohringer) et sa jeune femme (Laetitia Casta), la différence d'âge est telle qu'elle cherche ailleurs Une histoire d'amour. Le Banquier (Benoît Poelvoorde) l'initie aux armes à feu et au sado-masochisme,,. Lié par une affaire d'argent, le couple jouit d’un pouvoir autodestructeur dans une passion fatale.

## Fiche technique
- Titre original : Une histoire d'amour
- Titre international anglais : Tied[3]
- Réalisation : Hélène Fillières
- Scénario : Hélène Fillières, d'après le roman Sévère[4] de Régis Jauffret
- Image : Christophe Beaucarne
- Musique : Étienne Daho
- Montage : Philippe Bourgueil
- Direction de production : Brigitte Kerger-Santos
- Son : Pascal Jasmes, Aline Gavroy, Marina Lerchs
- Décors : Véronique Sacrez, Thierry Van Cappellen (ensemblier), Damien Fleury
- Costumes : Laurence Struz
- Société de production : Albertine Productions, Samsa Films
- Sociétés de coproduction : Arte France Cinéma, Entre Chien et Loup, Wallimage[5]
- Société de distribution France : Wild Bunch Distribution[6]
- Sociétés de distribution internationales : Wild Bunch, IFC Films[7], Momentum
- Pays d'origine :  France,  Luxembourg,  Belgique
- Langue originale : français
- Format : scope, Dolby SRD, couleur
- Genre : drame érotique
- Durée : 80 minutes
- Date de sortie : 
  - France : 9 janvier 2013

## Distribution
Comme il s'agit d'une fiction, la réalisatrice a souhaité ne pas donner de nom à ses personnages : « Les personnages du film, je les ai inventés à partir des figures imaginées par Régis Jauffret. Il n'y a donc rien ni personne à reconnaître. Sinon soi-même. »
Il est indiqué au début du générique de fin : « Bien qu'inspiré par des faits et des personnages réels ce film est une œuvre de fiction ».
- Benoît Poelvoorde[8] : le banquier
- Laetitia Casta[9] : la jeune femme
- Richard Bohringer[10] : le mari
- Reda Kateb : le voisin dans l'avion
- Hervé Sogne : Le majordome
- Jean-François Stévenin : Le psychanalyste
- Philippe Nahon : Le ministre
- Vicky Krieps[11] : L'ange

## Production
Une histoire d'amour est produit par Matthieu Tarot d'Albertine Productions (France) et Jani Thiltges de Samsa Films (Luxembourg). Le coproducteur est Diana Elbaum d’Entre Chien et Loup (Belgique) en coproduction avec Michel Reilhac d'Arte France Cinéma et la participation de :
- Canal+ représenté par Frank Weber, Ciné +, Arte France[12]
- Film Fund Luxembourg de la Wallonie et de la Région Bruxelles Capitale, Wallimage (Belgique)

Le film bénéficie du soutien du Tax-Shelter du Gouvernement Fédéral Belge et de la Procirep.

### Tournage
Le tournage s'est déroulé du 17 octobre au 9 décembre 2011 au Bourget, au Grand-Duché du Luxembourg et à la gare des Guillemins de Liège.

### Aspect visuel
Avec le directeur de la photographie Christophe Beaucarne, la réalisatrice a voulu un clair-obscur « un peu comme dans un conte, un poème noir, je voulais que les personnages deviennent des figures presque irréelles », « comme dans un tableau ».

## Bande originale
Étienne Daho signe la bande originale du film : 
- L'Adorer (Étienne Daho - Édith Fambuena - Jean-Louis Piérot)
- Mythomane
- Les liens d'Éros

## Réception
Le film reçoit des critiques majoritairement négatives, tant de la part de la presse que des spectateurs. Les critiques soulignent dans l'ensemble que le film ne parvient pas à traiter son sujet. Pour les Cahiers du Cinéma : « Le film ne tient pas la route : son théâtre endimanché dans les habits du trouble a vite fait de le figer dans un folklore un peu ridicule. » Et pour Libération : « le film, en l'état, en dépit de toutes les bonnes intentions qui le guident, et de l'intelligence qui le fonde, apparaît comme terriblement raté. »

## Analyse

### La genèse du film
Le devenir du film pouvait être indirectement lié à l'action judiciaire contre le roman Sévère de Régis Jauffret. L'écrivain a ouvert une tribune dans Mediapart pour défendre le « Droit à la fiction ». Le romancier avait été également chroniqueur judiciaire pour Le Nouvel Observateur lors du procès du 10 juin 2009 à Genève, : « De l'affaire Stern à l'affaire Jauffret: un roman menacé de censure ». Le film peut continuer : « La famille Stern renonce à sa demande d'interdire le roman de Régis Jauffret ».

### Cinéma tendance
Le film a un impact sur la mode. Le Vogue Paris de mai 2012 spécial cinéma ouvre ses colonnes rédactionnelles à Régis Jauffret. Il interviewe Laetitia Casta à la façon Régis Jauffret c'est-à-dire comme dans son roman Sévère où il se met dans la peau de son héroïne « Sévices compris » Leopold von Sacher-Masoch et Donatien Alphonse François de Sade dit le « divin marquis » s’invitant dans la discussion.
Pour cet éditorial, le photographe Mario Testino réalise le court-métrage L'Adorée lors des prises de vue de ses photographies de mode. Dans la photographie, où elle a un couteau à la main, elle a tout à fait l'air d’incarner les paroles de la chanson L’Adorer qu’Étienne Daho a également enregistré en duo avec Catherine Deneuve l’année du tournage en 2011 indépendamment de la bande originale du film.

### Le rôle de la jeune femme
« Il y a des rôles qui sont rares. Quand on en a un comme ça, il y a beaucoup d'anxiété et de questionnement. Je sais que ça va être un moment difficile, par ce que ça demande au niveau émotionnel, et même personnel. Je sais que je vais donner un petit bout de moi,. »

— Laetitia Casta, Le Soir, 14 avril 2011
Alors que le film s'appelait « Les Adorés », elle utilise dans cette interview le titre définitif du film en anticipation : « Avant tout, on va parler d’une vraie histoire d’amour, très destructrice. On reste dans des sentiments qui sont difficiles à juger. » Elle se défend comme l’accusée, lors de son procès, où elle parlait d’« une histoire d’amour ».

## Autour du film
- Dans le Marie-Claire de juin 2011, le photographe Olivier Rose[27] photographie Laetitia Casta dans une robe en faux cuir. Elle prend une attitude qui n'est pas sans rappeler la mouvance[28] du film tout en jouant un tout autre personnage.
- L'avant-première a eu lieu le 22 octobre 2012 à Saumur en présence de Richard Bohringer[29].
- Benoît Poelvoorde n'a pas souhaité participer à la promotion du film en raison de différends avec la réalisatrice[14].